# Бейсін
Бейсін (англ. Basin) — місто (англ. town) в США, в окрузі Біґ-Горн штату Вайомінг. Населення — 1288 осіб (2020).

## Географія
Бейсін розташований за координатами 44°22′50″ пн. ш. 108°2′50″ зх. д. / 44.38056° пн. ш. 108.04722° зх. д. (44.380564, -108.047094).  За даними Бюро перепису населення США в 2010 році місто мало площу 6,28 км², з яких 6,20 км² — суходіл та 0,07 км² — водойми.

### Клімат
| Клімат : Бейсін                    | Клімат : Бейсін | Клімат : Бейсін | Клімат : Бейсін | Клімат : Бейсін | Клімат : Бейсін | Клімат : Бейсін | Клімат : Бейсін | Клімат : Бейсін | Клімат : Бейсін | Клімат : Бейсін | Клімат : Бейсін | Клімат : Бейсін | Клімат : Бейсін |
| Показник                           | Січ.            | Лют.            | Бер.            | Квіт.           | Трав.           | Черв.           | Лип.            | Серп.           | Вер.            | Жовт.           | Лист.           | Груд.           | Рік             |
| Абсолютний максимум, °C            | 17,8            | 22,8            | 27,8            | 33,9            | 37,2            | 43,3            | 44,4            | 46,1            | 38,9            | 32,8            | 25,0            | 19,4            | 46,1            |
| Середній максимум, °C              | −2,6            | 3,1             | 10,6            | 16,4            | 21,9            | 28,0            | 32,1            | 31,4            | 24,6            | 16,9            | 6,2             | −0,8            | 15,7            |
| Середня температура, °C            | −9,7            | −4,4            | 2,8             | 8,4             | 13,8            | 19,3            | 22,7            | 21,7            | 15,2            | 8,4             | −0,7            | −7,6            | 7,6             |
| Середній мінімум, °C               | −16,8           | −12,1           | −5              | 0,4             | 5,7             | 10,5            | 13,3            | 11,9            | 5,8             | −0,1            | −7,7            | −14,5           | −0,7            |
| Абсолютний мінімум, °C             | −41,7           | −40,6           | −31,7           | −15             | −7,8            | −1,1            | 3,9             | −2,8            | −8,9            | −18,3           | −27,8           | −42,8           | −42,8           |
| Норма опадів, мм                   | 6               | 4               | 8               | 18              | 33              | 25              | 15              | 11              | 21              | 15              | 7               | 7               | 170             |
| Днів з опадами                     | 3,0             | 2,2             | 2,7             | 4,6             | 6,5             | 5,9             | 3,6             | 3,4             | 4,6             | 3,1             | 3,0             | 3,2             | 45,8            |
| Днів зі снігом                     | 2,7             | 1,8             | 1,7             | 0,7             | 0,05            | 0,0             | 0,0             | 0,0             | 0,2             | 0,2             | 1,5             | 2,5             | 11,4            |
| ---------------------------------- | --------------- | --------------- | --------------- | --------------- | --------------- | --------------- | --------------- | --------------- | --------------- | --------------- | --------------- | --------------- | --------------- |
| Джерело: NOAA (normals, 1971–2000) |                 |                 |                 |                 |                 |                 |                 |                 |                 |                 |                 |                 |                 |

## Демографія
Згідно з переписом 2010 року, у місті мешкало 1285 осіб у 520 домогосподарствах у складі 333 родин. Густота населення становила 205 осіб/км².  Було 571 помешкання (91/км²).
Расовий склад населення:
| - 94,2 % — білих - 1,9 % — корінних американців - 0,5 % — чорних або афроамериканців - 0,5 % — азіатів - 1,6 % — осіб інших рас |

До двох чи більше рас належало 1,3 %. Частка іспаномовних становила 5,4 % від усіх жителів.
За віковим діапазоном населення розподілялося таким чином: 20,1 % — особи молодші 18 років, 55,5 % — особи у віці 18—64 років, 24,4 % — особи у віці 65 років та старші. Медіана віку мешканця становила 46,4 року. На 100 осіб жіночої статі у місті припадало 99,8 чоловіків;  на 100 жінок у віці від 18 років та старших — 94,1 чоловіків також старших 18 років.
Середній дохід на одне домашнє господарство  становив 61 704 долари США (медіана — 54 444), а середній дохід на одну сім'ю — 75 998 доларів (медіана — 59 734). За межею бідності перебувало 8,3 % осіб, у тому числі 7,1 % дітей у віці до 18 років та 7,3 % осіб у віці 65 років та старших.
Цивільне працевлаштоване населення становило 545 осіб. Основні галузі зайнятості: освіта, охорона здоров'я та соціальна допомога — 34,1 %, виробництво — 12,1 %, роздрібна торгівля — 8,8 %, транспорт — 6,8 %.
За даними перепису 2000 року,
на території муніципалітету мешкало 1238 людей, було 504 садиб та 330 сімей.
Густота населення становила 236,6 осіб/км². Було 565 житлових будинків.
З 504 садиб у 22,2% проживали діти до 18 років, подружніх пар, що мешкали разом, було 56,3%,
садиб, у яких господиня не мала чоловіка — 6,3%, садиб без сім'ї — 34,5%.
Власники 31,3% садиб мали вік, що перевищував 65 років, а в 16,5% садиб принаймні одна людина була старшою за 65 років.
Кількість людей у середньому на садибу становила 2,20, а в середньому на родину 2,74.
Середній річний дохід на садибу становив 33 519 доларів США, а на родину — 42 768 доларів США.
Чоловіки мали дохід 33 942 доларів, жінки — 20 139 доларів.
Дохід на душу населення був 17 890 доларів.
Приблизно 6,1% родин та 11,6% населення жили за межею бідності.
Серед них осіб до 18 років було 17,5%, і понад 65 років — 12,7%.
Середній вік населення становив 48 років.